# 全能性

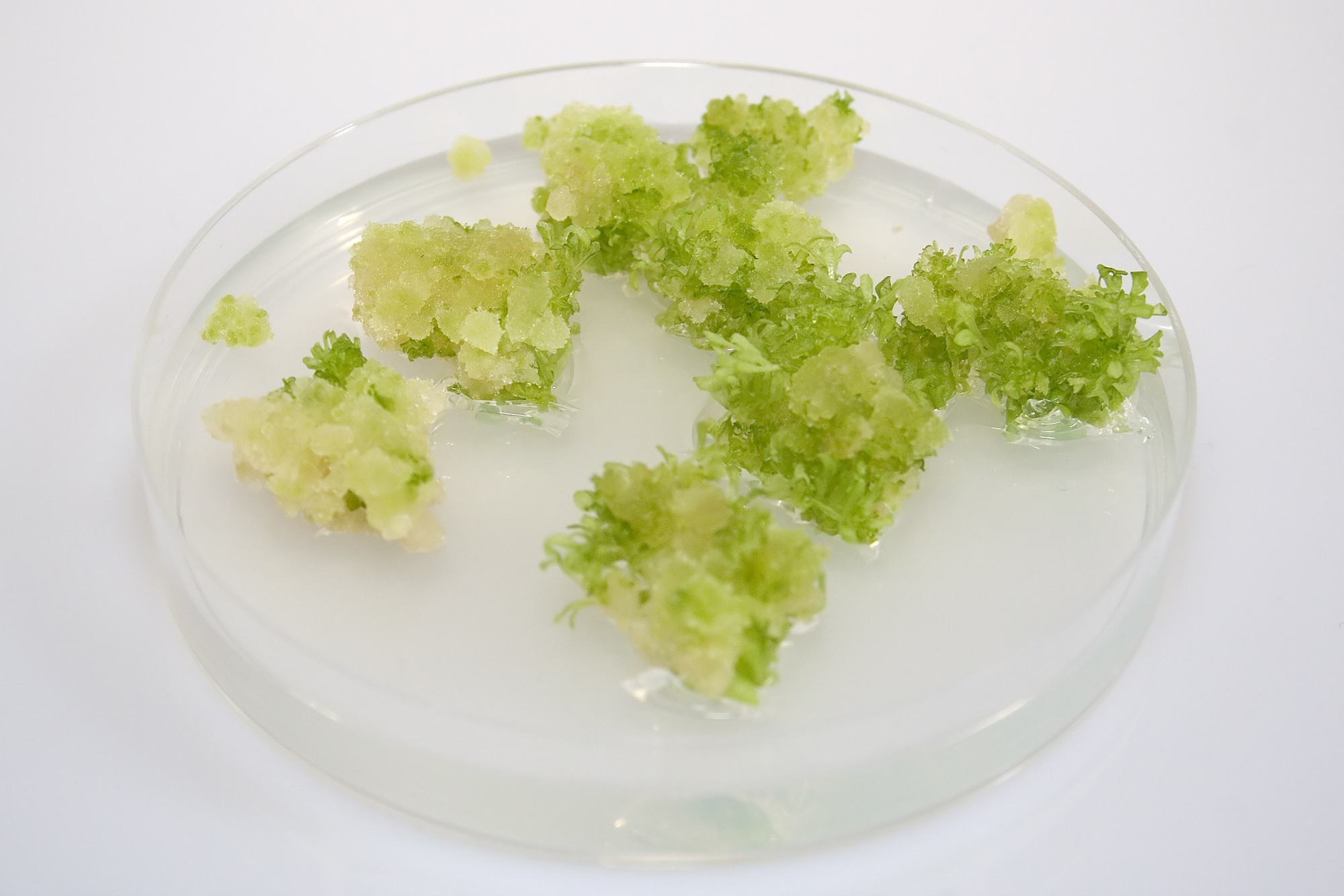
カルスは全能性を持っている細胞の一種である。

全能性（ぜんのうせい、Totipotency）は、細胞があらゆる細胞に分化することができる、つまり完全な一個体を形成できる能力をいう。

## 植物細胞の全能性
植物細胞（部位は問わない）を栄養成分と特定の植物ホルモンを付加して培養することによって脱分化させると、カルスという未分化の細胞群が得られる。このカルスは不定芽や不定根といった器官を経由することによって完全な一個体を形成することができる。このため植物細胞は全能性を容易に発揮する。

## 動物細胞の全能性
皮膚の細胞のような通常の動物細胞は培養しても個体を形成せず、植物細胞と異なり全能性は発揮されない。ただし、アフリカツメガエルの小腸上皮細胞の核を、核を除去した未受精卵に移植すると完全な一個体が形成されたことから、動物細胞の核には全能性があることが確認されている。また、胚盤胞の内部細胞塊は全能性を持つことが分かり、胚性幹細胞（ES細胞）に利用されている。